# Wilhelmshayn
Wilhelmshayn ist ein Straßenangerdorf in der amtsfreien Gemeinde Nordwestuckermark in Brandenburg (Deutschland). Vor der Gemeindereform von 2001 war Wilhelmshayn ein Ortsteil von Fürstenwerder.

## Geschichte
Die Ortschaft entstand um 1816 als Vorwerk, das der Besitzer Reichsgraf Herrmann von Schwerin auf Wolfshagen unweit seines damaligen Gutes Damerow erbauen ließ. Sie ist nach seinem in der Schlacht bei Waterloo gefallenen Bruder Wilhelm Graf von Schwerin benannt.
Am 30. September 1928 wurde der Gutsbezirk Wilhelmshayn aufgelöst und mit der Gemeinde Fürstenwerder vereinigt.